# Bucey-lès-Traves
Bucey-lès-Traves és un municipi francès situat al departament de l'Alt Saona i a la regió de Borgonya - Franc Comtat. L'any 2007 tenia 98 habitants.

## Demografia

### Població
El 2007 la població de fet de Bucey-lès-Traves era de 98 persones. Hi havia 44 famílies, de les quals 12 eren unipersonals (4 homes vivint sols i 8 dones vivint soles), 16 parelles sense fills, 12 parelles amb fills i 4 famílies monoparentals amb fills.
La població ha evolucionat segons el següent gràfic:
Habitants censats

### Habitatges
El 2007 hi havia 61 habitatges, 44 eren l'habitatge principal de la família, 14 eren segones residències i 3 estaven desocupats. 56 eren cases i 4 eren apartaments. Dels 44 habitatges principals, 38 estaven ocupats pels seus propietaris i 6 estaven llogats i ocupats pels llogaters; 2 tenien dues cambres, 6 en tenien tres, 14 en tenien quatre i 22 en tenien cinc o més. 37 habitatges disposaven pel capbaix d'una plaça de pàrquing. A 20 habitatges hi havia un automòbil i a 20 n'hi havia dos o més.

### Piràmide de població
La piràmide de població per edats i sexe el 2009 era:
| Homes | Edats   | Dones |
| ----- | ------- | ----- |
| 0     | 95 o +  | 0     |
| 0     | 90 a 94 | 0     |
| 0     | 85 a 89 | 0     |
| 0     | 80 a 84 | 0     |
| 0     | 75 a 79 | 4     |
| 0     | 70 a 74 | 0     |
| 4     | 65 a 69 | 0     |
| 4     | 60 a 64 | 0     |
| 0     | 55 a 59 | 4     |
| 12    | 50 a 54 | 4     |
| 4     | 45 a 49 | 4     |
| 0     | 40 a 44 | 4     |
| 0     | 35 a 39 | 0     |
| 4     | 30 a 34 | 0     |
| 0     | 25 a 29 | 4     |
| 0     | 20 a 24 | 0     |
| 4     | 15 a 19 | 4     |
| 0     | 10 a 14 | 0     |
| 4     | 5 a 9   | 0     |
| 4     | 0 a 4   | 0     |

## Economia
El 2007 la població en edat de treballar era de 69 persones, 47 eren actives i 22 eren inactives. De les 47 persones actives 44 estaven ocupades (24 homes i 20 dones) i 3 estaven aturades (2 homes i 1 dona). De les 22 persones inactives 8 estaven jubilades, 8 estaven estudiant i 6 estaven classificades com a «altres inactius».
Activitats econòmiques
L'únic establiment que hi havia el 2007 era d'una empresa immobiliària.
L'únic servei als particulars que hi havia el 2009 era una agència immobiliària.

## Poblacions més properes
El següent diagrama mostra les poblacions més properes.